# Galisteu Fernandiz
Galisteu Fernandiz fue un juglar del siglo XIII.

## Biografía
No quedan datos biográficos. Se sabe que era un juglar por la posición que ocupa en los cancioneros. Carolina Michaelis propuso que debía de ser un juglar leonés, de una ciudad llamada Galisteo. António Resende de Oliveira sostiene que fue un juglar gallego activo a mediados del siglo XIII, basándose en la colocación dentro de los cancioneros. José Antonio Souto Cabo lo sitúa en una localidad llamada Galisteu en el municipio de Gondomar.

## Obra
Se conservan seis obras, cinco son cantigas de amigo y la restante es una cantiga de amor.